# Pieve di Cento
Pieve di Cento (emilián nyelven Pîv ed Zänt) település Olaszországban, Emilia-Romagna régióban, Bologna megyében. Lakosainak száma 7255 fő (2023. január 1.). Pieve di Cento Castello d’Argile, San Pietro in Casale, Terre del Reno, Cento és Galliera községekkel határos.

## Népesség
A település lakossága az elmúlt években az alábbi módon változott:
| Lakosok száma | 7013 | 7068 | 7255 |
|               | 2017 | 2018 | 2023 |